# Джон Рей
Джон Рей (англ. John Ray, до 1670 писав своє ім'я як англ. John Wray; * 29 листопада 1627, Брейнтрі, Ессекс, Англія — † 17 січня 1705, Брейнтрі) — англійський натураліст. Член Лондонського королівського товариства (з 1667). Уперше запровадив групування рослин на дводольні та однодольні. Використовував поняття «рід» і «вид», дав перше наукове біологічне визначення поняття виду, що в основному збігається зі сучасним.

## Життєпис
Закінчив Кембриджський університет (1648), згодом викладав там грецьку мову, математику й гуманітарні науки.
У 1663—1672 роках мандрував по Англії та Європі з метою вивчення рослин і тварин, у 1679—1690 роках працював у різних коледжах Англії.
Головні наукові роботи присвячені класифікації тварин і рослин. Автор першого переліку рослин Англії Історія рослин (т. 1—3, 1686—1704), де описав і класифікував за своєю системою близько 18 600 видів. Основою цієї системи були зовнішні ознаки — форма і будова квітки, листя, коренів і плодів. У книзі Methodus plantarum novae (1682) вперше запровадив групування рослин на дводольні та однодольні, розрізняючи рослини з двостатевими та роздільностатевими квітками. У 1699 році запропонував також класифікацію тварин. Використовував поняття «рід» і «вид», дав перше наукове біологічне визначення поняття виду, що в основному збігається зі сучасним.
Опублікував ряд важливих праць про рослини і тварин, а також класичну працю в традиції натуральної теології (Wisdom of God, Manifested in the Work of Creation, 1691).

## Окремі публікації
- Ray, John (1660). Catalogus plantarum circa Cantabrigiam nascentium ...: Adiiciuntur in gratiam tyronum, index Anglico-latinus, index locorum ... [Catalogue of Cambridge plants] (лат.). Cambridge: John Field. Архів оригіналу за 4 серпня 2020. Процитовано 24 січня 2022. Appendices 1663, 1685
  - Ray, John (1975). Catalogus Plantarum Circa Cantabrigiam Nascentium [Ray's Flora of Cambridgeshire]. trans. Ewen & Prime. Wheldon and Wesley. ISBN 978-0-85486-090-6. Архів оригіналу за 4 серпня 2020. Процитовано 24 січня 2022.
  - Ray, John (2011). John Ray's Cambridge Catalogue (1660). trans. Oswald and Preston. Ray Society. ISBN 978-0-903874-43-4. Архів оригіналу за 4 серпня 2020. Процитовано 24 січня 2022.
- 1668: Tables of plants, in John Wilkins' Essay
- Ray, John (1677). Catalogus plantarum Angliae, et insularum adjacentium: tum indigenas, tum in agris passim cultas complectens. In quo praeter synonyma necessaria, facultates quoque summatim traduntur, unà cum observationibus & experimentis novis medicis & physics [Catalogue of English plants] (лат.) (вид. 2nd). London: A Clark. Архів оригіналу за 5 серпня 2020. Процитовано 24 січня 2022.
- 1670: Collection of English proverbs.
- 1673: Observations in the Low Countries and Catalogue of plants not native to England.
- 1674: Collection of English words not generally used.online [Архівовано 2 серпня 2020 у Wayback Machine.]
- 1675: Trilingual dictionary, or nomenclator classicus.
- 1676: Willughby's Ornithologia [Архівовано 5 серпня 2020 у Wayback Machine.].[a]
- Ray, John (1682). Methodus plantarum nova: brevitatis & perspicuitatis causa synoptice in tabulis exhibita, cum notis generum tum summorum tum subalternorum characteristicis, observationibus nonnullis de seminibus plantarum & indice copioso [New method of plants] (лат.). London: Faithorne & Kersey. Архів оригіналу за 5 серпня 2020. Процитовано 24 січня 2022.
  - English translation by Stephen Nimis
- 1686: History of fishes.[b]
- 1686–1704: Historia plantarum species [History of plants]. London:Clark 3 vols;
  - Vol 1 1686 [Архівовано 4 серпня 2020 у Wayback Machine.], Vol 2 1688 [Архівовано 4 серпня 2020 у Wayback Machine.], Vol 3 1704 [Архівовано 3 серпня 2020 у Wayback Machine.] (in Latin)[c]
  - Lazenby, Elizabeth Mary (1995).  The Historia Plantarum Generalis of John Ray, Book I : a translation and commentary. PhD thesis  Newcastle University [Архівовано 2 серпня 2020 у Wayback Machine.]
- Ray, John (1690). Synopsis methodica stirpium Britannicarum: in qua tum notae generum characteristicae traduntur, tum species singulae breviter describuntur: ducentae quinquaginta plus minus novae species partim suis locis inseruntur, partim in appendice seorsim exhibentur : cum indice & virium epitome [Synopsis of British plants] (лат.). London: Sam. Smith. Архів оригіналу за 5 серпня 2020. Процитовано 24 січня 2022.
  - 2nd ed 1696
- 1692: Miscellaneous discourses concerning the dissolution and changes of the world [Архівовано 4 серпня 2020 у Wayback Machine.][d]
- 1693: Synopsis of animals and reptiles [Архівовано 5 серпня 2020 у Wayback Machine.].
- 1693: Collection of travels.
- 1694: Collection of European plants.
- 1695: Plants of each county. (Camden's Britannia)
- Ray, John (1696). De Variis Plantarum Methodis Dissertatio Brevis [Brief dissertation] (лат.). London: Smith & Walford. Архів оригіналу за 16 грудня 2021. Процитовано 24 січня 2022.
  - English translation by Stephen Nimis
- 1700: A persuasive to a holy life.
- Ray, John (1703). Methodus plantarum emendata et aucta: In quãa notae maxime characteristicae exhibentur, quibus stirpium genera tum summa, tum infima cognoscuntur & áa se mutuo dignoscuntur, non necessariis omissis. Accedit methodus graminum, juncorum et cyperorum specialis (лат.). London: Smith & Walford. Архів оригіналу за 5 серпня 2020. Процитовано 24 січня 2022.

## Уточнення
1. ↑  "In fact, the book was Ray's, based on preliminary notes by Francis Willughby".
2. ↑  Plates subscribed by Fellows of the Royal Society. Samuel Pepys, the President, subscribed for 79 of the plates.
3. ↑  The third volume lacked plates, so his assistant James Petiver published Petiver's Catalogue in parts, 1715–1764, with plates. The work on the first two volumes was supported by subscriptions from the President and Fellows of the Royal Society
4. ↑  This includes some important discussion of fossils. Ray insisted that fossils had once been alive, in opposition to his friends Martin Lister and Edward Llwyd. "These [fossils] were originally the shells and bones of living fishes and other animals bred in the sea". Raven commented that this was "The fullest and most enlightened treatment by an Englishman" of that time.[4]p426